# Bệnh truyền nhiễm (chuyên khoa y tế)
Bệnh truyền nhiễm, cũng được gọi là nhiễm trùng là một chuyên khoa y tế đối phó với chẩn đoán, kiểm soát và điều trị nhiễm trùng. Thực hành của một chuyên gia về bệnh truyền nhiễm có thể bao gồm phần lớn là kiểm soát nhiễm trùng bệnh viện, hoặc có thể dựa trên bệnh nhân.

## Phạm vi
Các chuyên gia về bệnh truyền nhiễm thường đóng vai trò tư vấn cho các bác sĩ khác trong các trường hợp nhiễm trùng phức tạp và thường quản lý bệnh nhân nhiễm HIV/AIDS và các dạng suy giảm miễn dịch khác. Mặc dù nhiều bệnh nhiễm trùng thông thường được điều trị bởi các bác sĩ không có chuyên môn chính thức về các bệnh truyền nhiễm, các chuyên gia có thể được tư vấn cho các trường hợp nhiễm trùng khó chẩn đoán hoặc xử trí. Họ cũng có thể được yêu cầu giúp xác định nguyên nhân gây sốt không rõ nguồn gốc.
Chuyên gia về các bệnh truyền nhiễm có thể thực hành cả trong bệnh viện (bệnh nhân nội trú) và phòng khám (bệnh nhân ngoại trú).  Tại các bệnh viện, các chuyên gia về bệnh truyền nhiễm giúp đảm bảo chẩn đoán và điều trị kịp thời các bệnh nhiễm trùng cấp tính bằng cách đề xuất các xét nghiệm chẩn đoán thích hợp để xác định nguồn lây nhiễm và bằng cách đề xuất cách xử trí thích hợp như kê đơn thuốc kháng sinh để điều trị nhiễm khuẩn. Đối với một số loại nhiễm trùng, sự tham gia của các chuyên gia trong các bệnh truyền nhiễm có thể cải thiện kết quả của bệnh nhân. Tại các phòng khám, các chuyên gia về các bệnh truyền nhiễm có thể cung cấp dịch vụ chăm sóc dài hạn cho bệnh nhân bị nhiễm trùng mãn tính như HIV/AIDS.

## Lịch sử
Bệnh truyền nhiễm có liên quan đến lịch sử với y học du lịch và y học nhiệt đới, vì nhiều bệnh mắc phải ở vùng nhiệt đới và cận nhiệt đới có khả năng lây nhiễm trong tự nhiên.

## Điều tra
Các chuyên gia về bệnh truyền nhiễm sử dụng nhiều xét nghiệm chẩn đoán để giúp xác định mầm bệnh gây nhiễm trùng. Các xét nghiệm thông thường bao gồm: nhuộm Gram, nuôi cấy máu, xét nghiệm huyết thanh, kiểu gen, và phản ứng chuỗi polymerase.

## Điều trị
Các chuyên gia về bệnh truyền nhiễm sử dụng nhiều loại thuốc chống vi trùng để giúp điều trị nhiễm trùng. Loại kháng khuẩn phụ thuộc vào sinh vật gây nhiễm trùng. Thuốc kháng sinh được sử dụng để điều trị nhiễm khuẩn;  thuốc chống vi rút điều trị nhiễm virus; và thuốc chống nấm điều trị nhiễm nấm.